# Tarnawscy herbu Sas

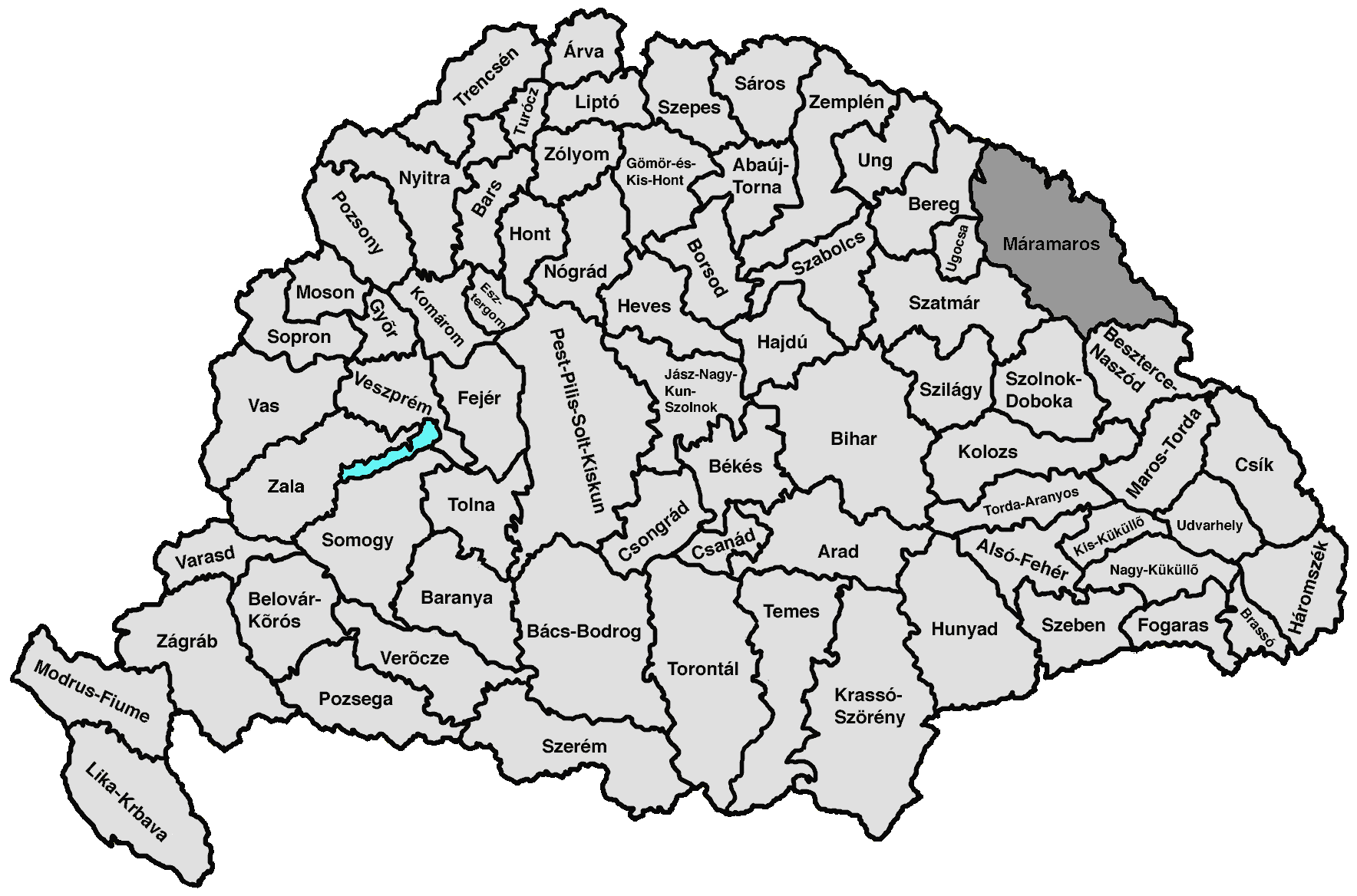
Komitat Maramaros na mapie Wielkich Węgier

Herb Sas (Drag)

Tarnawscy – polski ród szlachecki herbu Sas wywodzący się z wołoskiego szczepu Dragów-Sasów z komitatu Máramaros w Królestwie Węgier.

## Historia
Jan Długosz tak pisał o przodkach tego rodu: „Genus Waalchicum ex montibus et silvis provinciarum Russia, gui Poloniny nuncupantur duceus originem viri simplices, veraces, virtuosi, avduces, robusti, nullum officium petentes, sed offusores sanguinis”.
Ruś Czerwona przyłączona do Polski w 1340 roku odpadła od Królestwa po śmierci Kazimierza Wielkiego i weszła w skład Królestwa Węgier. W tym czasie ród Dragów-Sasów, na zaproszenie króla Węgier Ludwika Wielkiego, rozpoczął kolonizację Rusi Czerwonej. Pierwsi przedstawiciele Dragów Sasów pojawili się na Rusi Halickiej w 1359 roku. W 1387 roku królowa Jadwiga Andegaweńska ponownie przyłączyła Ruś Czerwoną do Polski. W 1434 roku z Rusi Czerwonej utworzono województwo ruskie, wchodzące w skład Królestwa Polskiego.
Jeden ze szczepów Dragów-Sasów skolonizował obszar dolnej Osławy. Ród Tarnawskich w okresie istnienia Korony Królestwa Polskiego, a potem Rzeczypospolitej Obojga Narodów był jednym z najznamienitszych na ziemi sanockiej.
Nazwisko Tarnawski występowało głównie wśród szlachty w województwie ruskim. Geograficzny zasięg jego występowania nie zmienił się w okresie panowania austriackiego (1772-1918), ani w okresie II Rzeczypospolitej. Dopiero w wyniku wypędzeń Polaków z Małopolskiej Wschodniej po 1944 roku, nazwisko Tarnawski pojawiło się na Ziemiach Odzyskanych, głównie w miastach Dolnego Śląska, gdzie osiedliła się większość wygnańców.

## Biogramy w polskiej Wikipedii (według daty urodzin)
- Mikołaj z Tarnawy (ok. 1380 – ok. 1450) – protoplasta rodu
- Stanisław Tarnawski (ok. 1480 – ok. 1560) – kanonik przemyski
- Stanisław Tarnawski (ok. 1540 – ok. 1605) – chorąży sanocki
- Krzysztof Tarnawski (ok. 1540 – ok. 1610) – rotmistrz królewski, uczestnik wyprawy Batorego przeciw Moskwie
- Leonard Tarnawski (1845-1930) – poseł na Sejm galicyjski i Sejm Ustawodawczy (1919–1922), jeden z twórców konstytucji marcowej
- Apolinary Tarnawski (1851-1943) – lekarz, pionier ziołolecznictwa
- Wincenta Tarnawska z d. Waygart (1854-1943) – żona Leonarda, działacz społeczny
- Mieczysław Tarnawski (1866-1928) – ksiądz, profesor, historyk Kościoła, kapelan wojskowy, uczestnik wojny polsko-bolszewickiej 1920, kawaler Orderu Virtuti Militari
- Rudolf Tarnawski (1869–1946) – oficer austro-węgierski, polski generał
- Władysław Tarnawski (1885-1951) – filolog anglista, tłumacz wszystkich dzieł Szekspira, działacz antykomunistyczny
- Wit Tarnawski (1894-1988) – lekarz, pisarz, krytyk literacki
- Stefan Tarnawski (1898-2001) – żołnierz AK, powstaniec warszawski, lekarz
- Kazimierz Tarnawski (1899-1940) – kapitan Wojska Polskiego, zamordowany w Katyniu
- Antoni Tarnawski (1902-1940) – nauczyciel, por. piechoty rez., zamordowany w Charkowie
- Julian Tarnawski (1908-1940) – sędzia, por. piechoty rez., zamordowany w Katyniu
- Tadeusz Tarnawski (1923-1987) – żołnierz lwowskiego okręgu AK, sybirak, pisarz
- Adam Tarnawski (ur. 1923) – artysta malarz, twórca kodyzmu
- Mieczysław Tarnawski (1924-1997) – aktor
- Józef Tarnawski (1924-1975) – żołnierz partyzantki antykomunistycznej w oddziale "Ognia"
- Tadeusz Tarnawski (1926-2011) – żołnierz lwowskiego okręgu AK, inżynier, wykładowca uniwersytecki
- Jerzy Tarnawski (1945-) – nauczyciel, historyk
- Elżbieta Tarnawska (1975-) – nauczyciel, teolog